# Nokomis
Nokomis (Nokoma, Nookomis, Nukomis, Nookmis, Nokmis, Nòkomis, Nohkomis, Nohkomaeh, Nohkoma, Nokmes, Nkomis, Nokomos, N'okomiss), Kod Indijanaca Chippewa Nokomis je mudra stara baka heroja kulture Nanabozhoa, koja ga je odgojila. Ime nookomis znači "baka" na jeziku Ojibwe.